# Tabio
Tabio là một khu tự quản thuộc tỉnh Cundinamarca, Colombia. Thủ phủ của khu tự quản Tabio đóng tại Tabio Khu tự quản Tabio có diện tích ki lô mét vuông. Đến thời điểm ngày 28 tháng 5 năm 2005, khu tự quản Tabio có dân số 10063 người.